# Open Burger
Az Open Burger a gyorséttermek által kínált hamburgerek tálalásának egy új módja, mely a hamburger-zsemlébent korrekt egytálétellé varázsolja, véget vetve a gyorséttermek által szabványméretre és szabványpapírdobozba csomagolt hamburgereinek.

## Az Open Burger elkészítése (sajtos változat)
A sajtos open burger elkészítésének alapja, hogy a húspogácsákat olajban aranybarnára kell sütni a serpenyőben. Ehhez megfelelő mennyiségű olaj kell, ami a húst nem fedheti be teljesen. Mikor már átfordítottuk a sületlen oldalára és kb. (mérettől függően) 3-5 perc eltelt, a húst a lehető legjobban lefedjük egy általunk választott sajtszelettel. Ennek vastagsága az ízlésünktől függhet (ajánlott sajt: félkemény trappista). A sajt húson való elhelyezése után féllángon, fedővel lefedjük őket, majd kb. 2 perc után ellenőrizhetjük, hogy azok kellően leolvadtak és befedik-e a húst. Figyelni kell, hogy az olajba leolvadt szélek ne égjenek meg, csak épp hogy piruljanak.

## A tálalás alapelvei
1. A húspogácsákat nem fedi bármiféle péksütemény (pl. zsemle teteje-alja).
2. A gyors éttermi kiszereléssel (azaz papírdobozzal) ellentétben a hús(ok) tányéron foglalnak helyet.
3. A választható köretek nem korlátozódhatnak hasábburgonyára, még akkor sem ha azt gondolnánk legjobb választásnak.
4. A választható köretek az alábbiak: rizs, rizibizi, törtburgonya (krumplipüré), petrezselymes burgonya és más a vendég ízlésének és az eladó lehetőségeihez mért köretek.
5. A választható köretekhez tartoznak a különféle savanyúságok és szószok is (pl.: ketchup, mustár, csalamádé, saláta).